# Куява (Ґолюбсько-Добжинський повіт)
Куява (пол. Kujawa, нім. Kamenzdorf) — село в Польщі, у гміні Ґолюб-Добжинь Ґолюбсько-Добжинського повіту Куявсько-Поморського воєводства.
Населення — 132 особи (2011).
У 1975—1998 роках село належало до Торунського воєводства.

## Демографія
Демографічна структура станом на 31 березня 2011 року:
|          | Загалом | Допрацездатний вік | Працездатний вік | Постпрацездатний вік |
| -------- | ------- | ------------------ | ---------------- | -------------------- |
| Чоловіки | 68      | 12                 | 50               | 6                    |
| Жінки    | 64      | 7                  | 49               | 8                    |
| Разом    | 132     | 19                 | 99               | 14                   |